# Таньо Танев
 Тази статия е за писателя от Стара Загора.  За Кмета на Стара Загора вижте Таньо Танев (кмет).  
Таньо Тотев Танев е инженер, писател, поет и преводач.
Автор е на стихотворения и романи, както и на латинизираща и кирилизираща софтуерна програма. Превел е от руски език романите на Александър Розов „Слънце на платната“ и „Кръст и спирала“.

## Произведения
- „Бягство от Картаген“
- „Звезден път“
- „Као“
- „Ученик на стария джедай“
- „Пазителка“